# Parque tecnológico de León

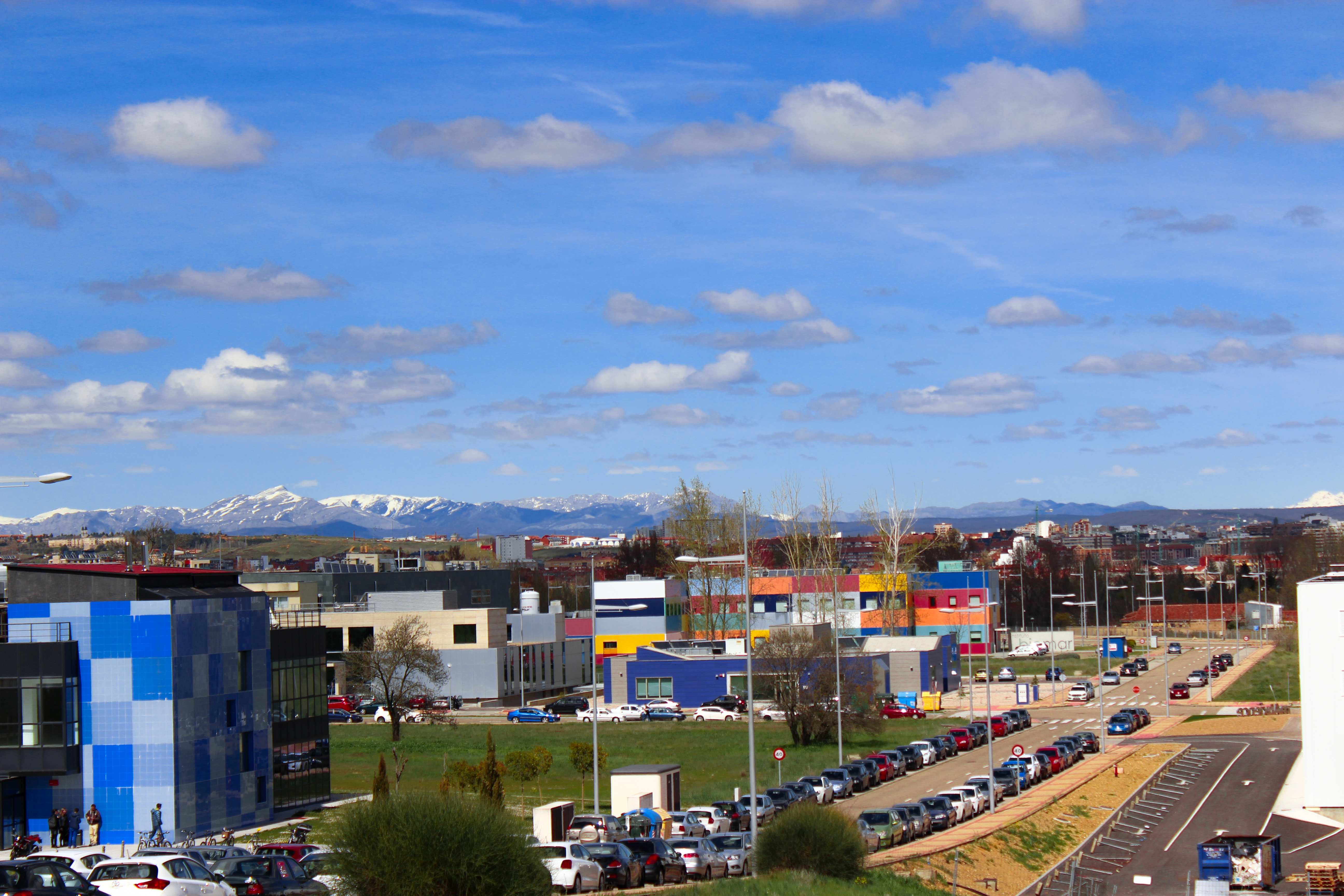
Parque Tecnológico de León

El Parque Tecnológico de León es un área empresarial localizada en la ciudad de León, España promovida por la Junta de Castilla y León en suelo propiedad del Ayuntamiento de León e inaugurada en 2008. Cuenta con una superficie de 32 hectáreas y sus principales actividades son las TIC y la investigación y producción farmacéutica.

## Descripción
El parque se encuentra localizado al suroeste de la ciudad de León, junto a la localidad de Armunia y Oteruelo de la Valdoncina en una parcela anteriormente del ayuntamiento de León. Tiene una superficie de 32 hectáreas y su acceso se realiza a través de la avenida de Portugal, nombre urbano de la N-120 a su paso por León y por la localidad de Armunia. El recinto empresarial cuenta con un edificio de alquiler, el Edificio de usos comunes, donde están las oficinas centrales de gestión del parque así como servicios para trabajadores y empresas como cafetería, oficinas de coworking y salón de actos. Esta en estudio la ampliación del recinto para alojar más iniciativas empresariales.
La actividad se centra principalmente en los sectores farmacéutico, con Syva, Mabxience, LSNE y Biomar entre otras y el sector de las Tecnologías de la información y la comunicación, con HP Inc., Proconsi y Xeridia entre otras.

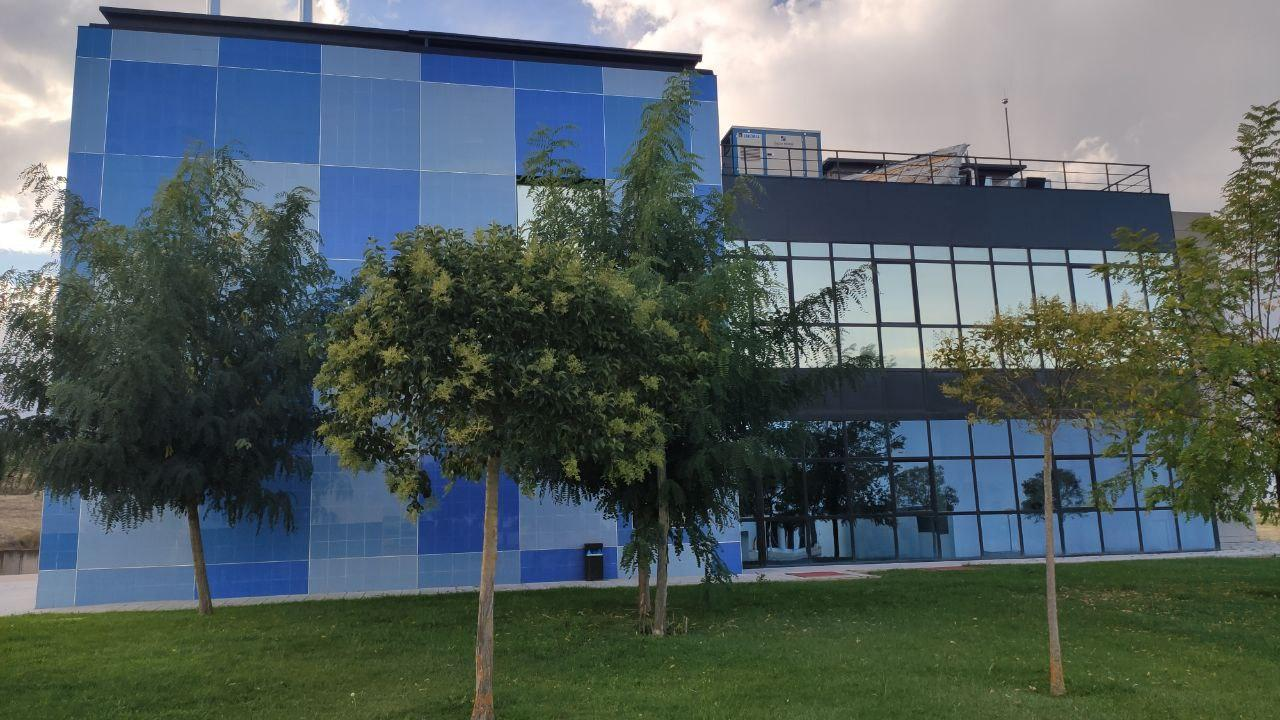
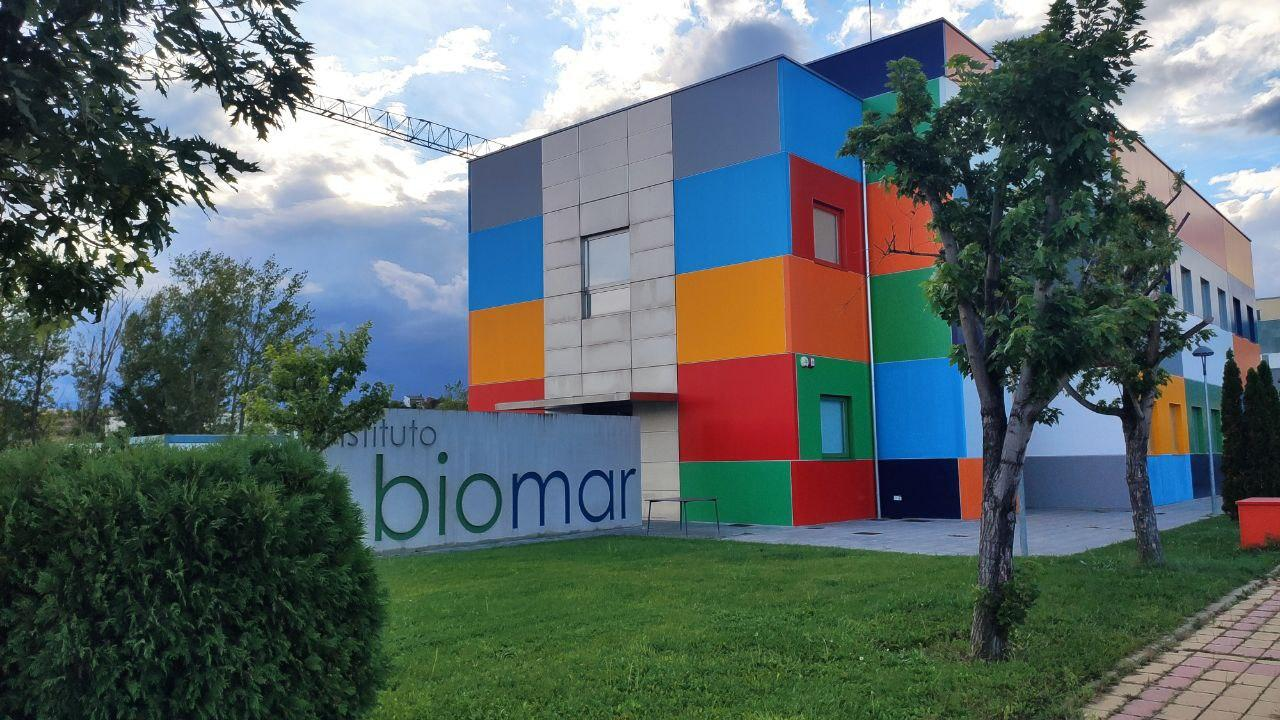
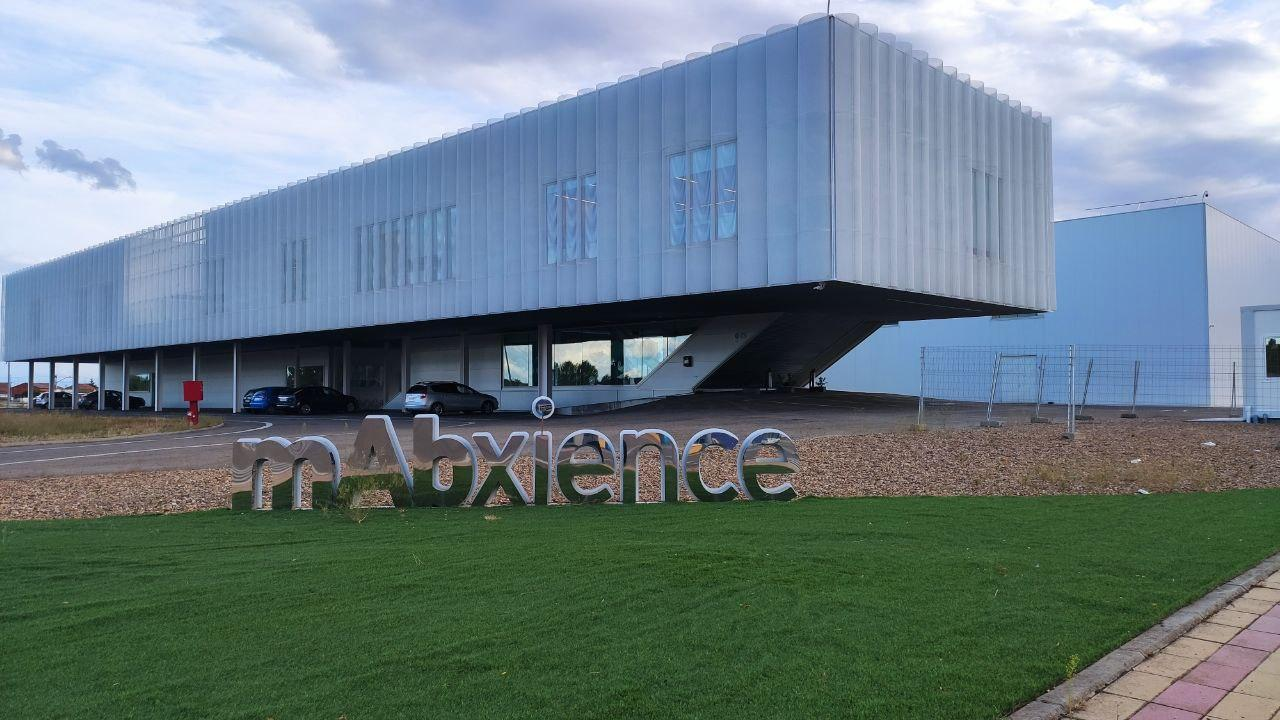
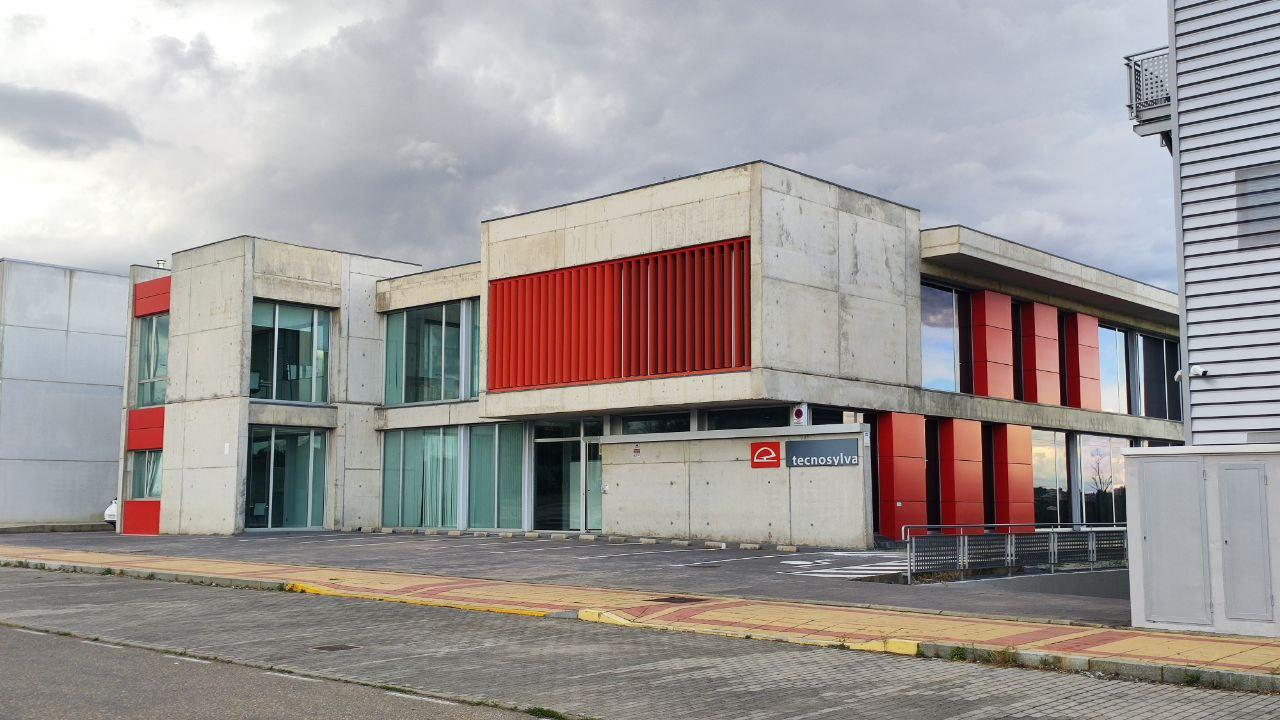
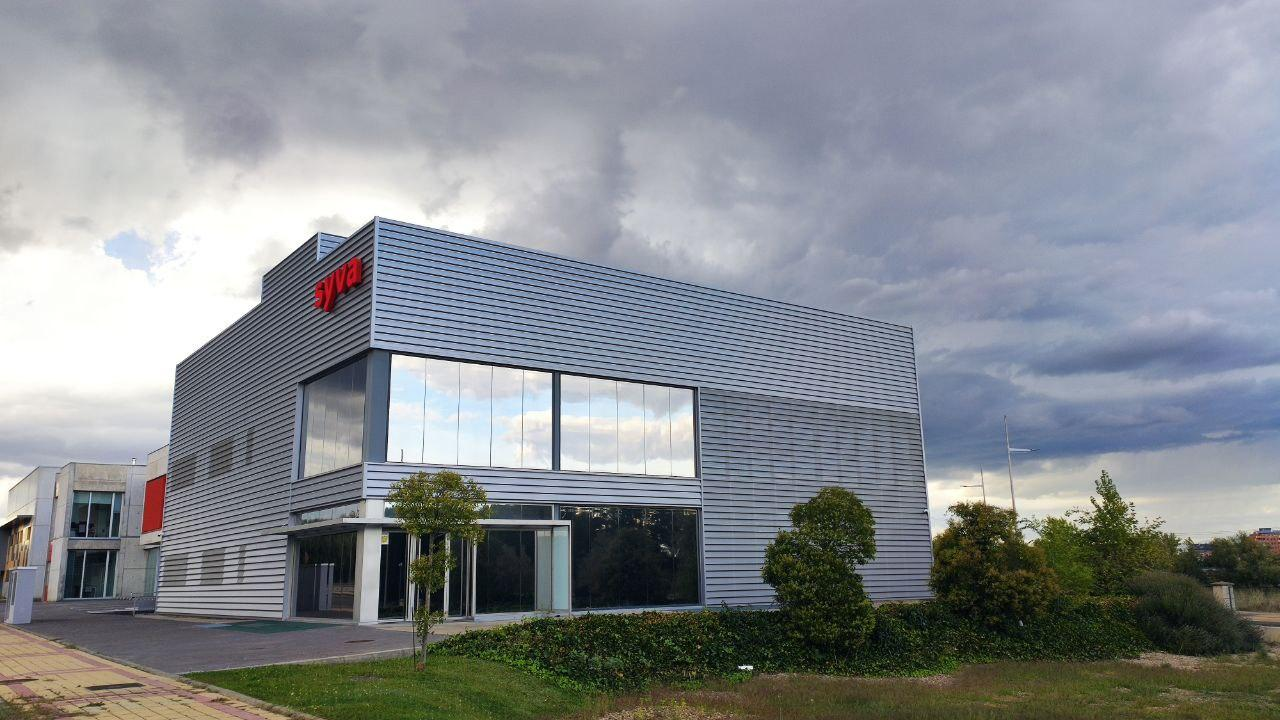

## Accesos
El acceso se realiza a través de una rotonda situada en la  N-120 . El plan del parque tecnológico prevé una conexión a la ronda sur, situada al sur del enclave empresarial. La ciudad de León cuenta con aeropuerto, situándose este a 5 km del parque y conexión a la red ferroviaria de alta velocidad a través de la Estación de León..

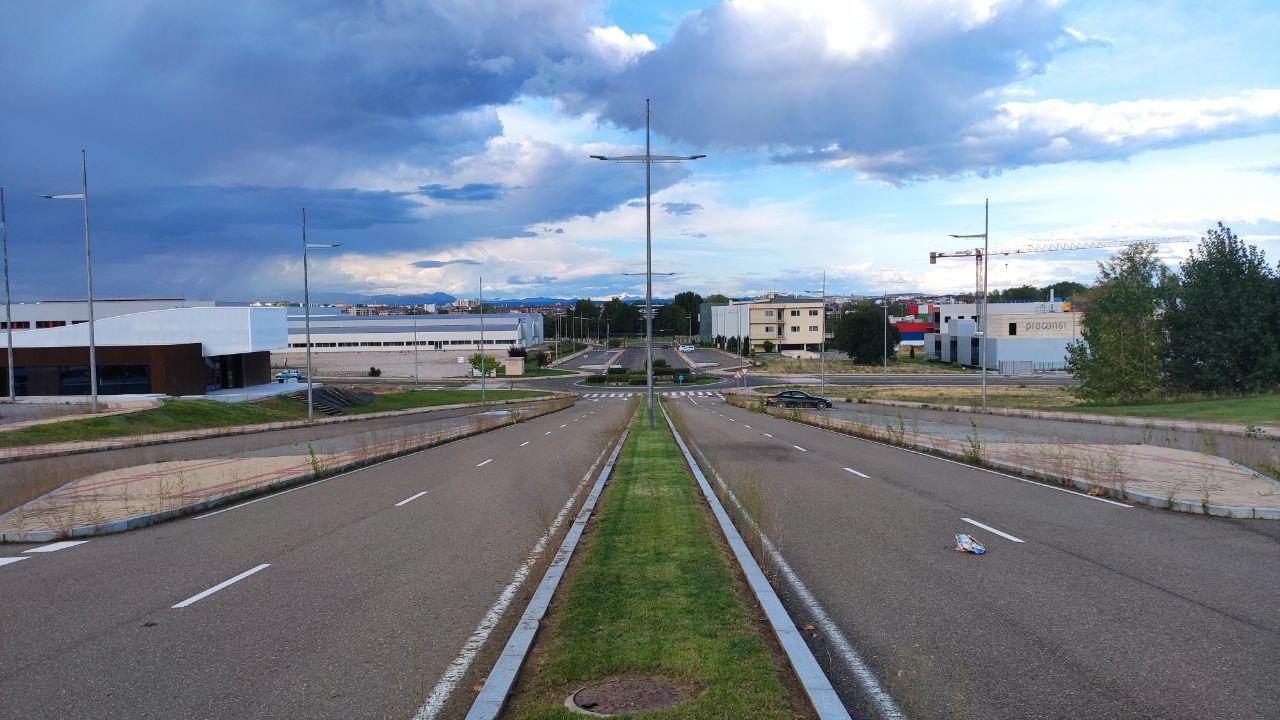
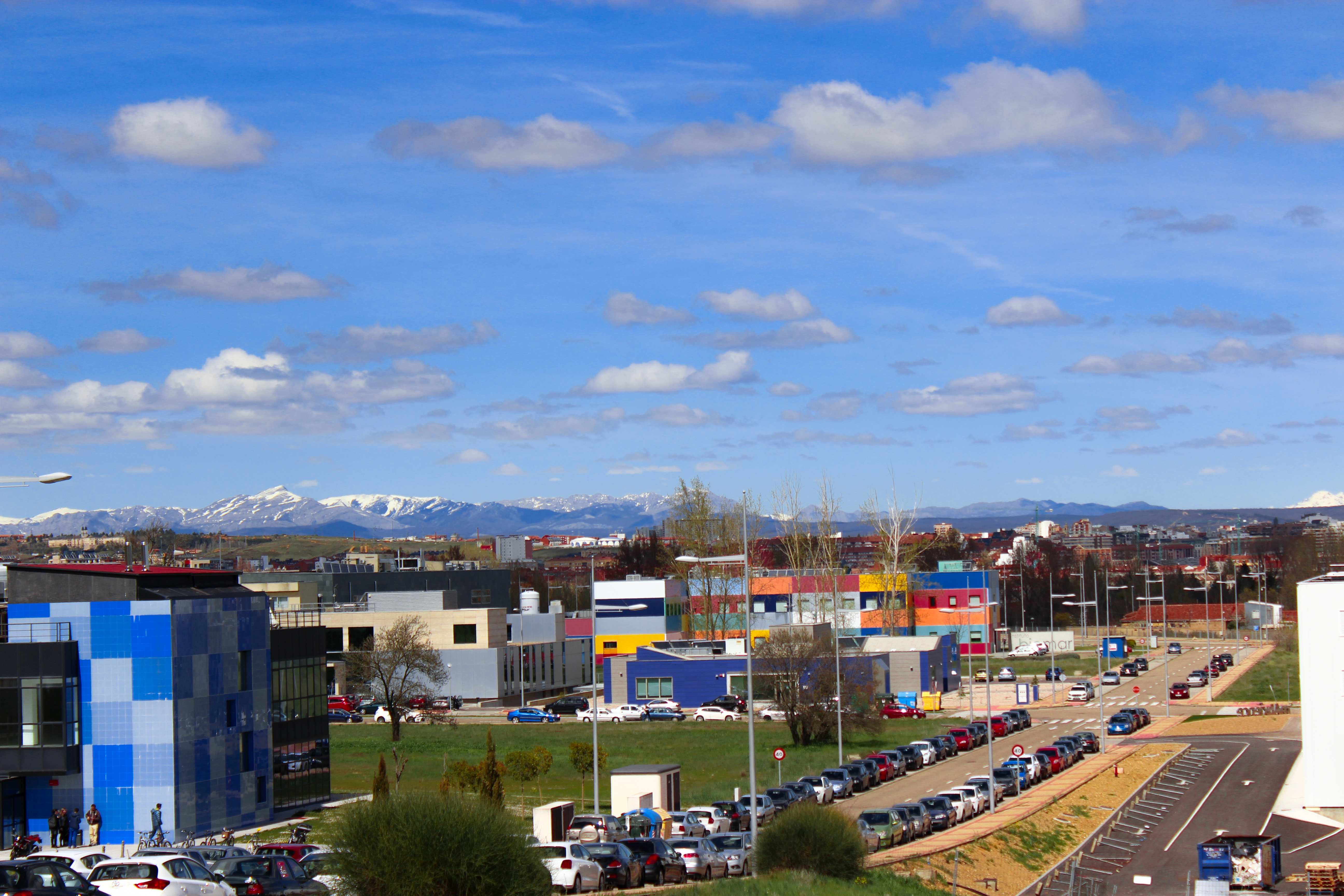

## Estadísticas
Evolución del empleo
| Gráfica de evolución empleo de el parque tecnológico de León entre 2008 y 2025                                                                                        |
| |
| Evolución del empleo según datos de la Junta de Castilla y León. Inauguración del parque tecnológico de León. Inicio de la ampliación del parque tecnológico de León. |

Evolución de la facturación
La facturación reportada es menor a la que realmente realizan las empresas asentadas en el parque pues según el propio instituto de competitividad de la Junta de Castilla y León muchas empresas no reportan sus cifras de facturación.
| Gráfica de evolución facturación de el parque tecnológico de León entre 2008 y 2019                                                       |
| |
| Inauguración del parque tecnológico de León. Evolución de la facturación en millones de euros según datos de la Junta de Castilla y León. |